# 藤原章
藤原 章（ふじわら しょう、1965年 - ）は、日本の映画監督。

## 経歴
1965年、兵庫県に生まれる。『神様の愛い奴』や『ラッパー慕情』を手がけた。2007年、宮川ひろみ主演の『ヒミコさん』が公開される。2009年、『ダンプねえちゃんとホルモン大王』を監督する。

## フィルモグラフィー

### 映画
- 神様の愛い奴（1998年） - 監督・撮影・編集・出演
- マダムソーラン（2001年） - 監督・脚本
- ラッパー慕情（2003年） - 監督・撮影
- ヒミコさん（2007年） - 監督・脚本・撮影・編集
- 狂気の海（2008年） - 出演
- ダンプねえちゃんとホルモン大王（2009年） - 監督・脚本
- 戦慄怪奇ファイル コワすぎ!史上最恐の劇場版（2014年）- 出演

### オリジナルビデオ
- さむくないかい（1996年） - 撮影
- 戦慄怪奇ファイル コワすぎ!FILE-02【震える幽霊】（2012年） - 出演